# 魯道夫角
64°53′S 63°7′W / 64.883°S 63.117°W
魯道夫角（Rudolphy Point），是南極洲的海岬，位於葛拉漢地的丹科海岸，處於布賴德島西南端，由智利探險隊命名，現時由南極條約體系管理。